# La mort vient de la planète Aytin
Pour plus de détails, voir Fiche technique et Distribution.
La mort vient de la planète Aytin (La morte viene dal pianeta Aytin) est un film italien de science-fiction réalisé par Antonio Margheriti, sorti en 1967.
Il s'agit du quatrième et dernier épisode de la tétralogie de science-fiction Gamma Un, du nom de la station spatiale où l'intrigue se situe. Il est précédé par Les Criminels de la galaxie, La Guerre des planètes et La Planète errante sortis en 1966.

## Fiche technique
Sauf indication contraire, les informations mentionnées dans cette section peuvent être confirmées par la base de données cinématographiques IMDb,  présente dans la section « Liens externes ».
- Titre original : La morte viene dal pianeta Aytin
- Titre français : La mort vient de la planète Aytin[2]
- Réalisateur : Antonio Margheriti
- Scénario : Ivan Reiner, Renato Moretti (it)
- Photographie : Riccardo Pallottini
- Montage : Otello Colangeli
- Décors : Piero Poletto (it)
- Musique : Angelo Francesco Lavagnino
- Producteurs : Joseph Fryd, Walter Manley, Antonio Margheriti, Ivan Reiner
- Société de production : Mercury Film International
- Pays de production :  Italie
- Langue de tournage : italien
- Format : Couleur eastmancolor - 1,85:1 - Son mono - 35 mm
- Durée : 90 minutes (1h30)
- Genre : Film de science-fiction
- Dates de sortie :
  - Italie : 18 janvier 1967

## Distribution
- Giacomo Rossi Stuart : Rod Jackson
- Ombretta Colli : Lisa Nilsen
- Enzo Fiermonte : Gal Norton
- Halina Zalewska : Lt. Terry Sanchez
- Renato Baldini : Lt. Jim Harris
- Wilbert Bradley : Charu
- Freddy Unger : Frank Poulawski
- Furio Meniconi : Le chef des Aytiani
- Nino Vingelli : Peter
- Renato Montalbano : Le technicien
- Piero Pastore
- Franco Ressel